# Ascalabo
Nella mitologia greca, Ascalabo (in greco antico: Ἀσκάλαβος?, Askálabos) era il nome di uno dei figli di Misme; è citato, nei Theriaca di Nicandro, come Abante (in greco antico: Ἄβας?, Ábas), figlio di Celeo e di Metanira, e nelle Metamorfosi di Ovidio come Steleo o Stellione.

## Il mito
La dea Demetra aveva perso sua figlia Persefone, per colpa di Ade, il dio dell'oltretomba, e andava alla sua ricerca in tutta la Grecia. Un giorno mentre la madre stava colmando fame e sete incontrò per la strada Ascalabo che rise del suo goffo modo di bere e di nutrirsi. La dea, adiratasi, trasformò il ragazzo in una lucertola.